# Carlos Farrenberg
Carlos Alonso Farrenberg (São Paulo, 10 de janeiro de 1980) é um nadador paralímpico brasileiro. Conquistou a medalha de prata nos Jogos Paralímpicos de Verão de 2016 no Rio de Janeiro, representando seu país na categoria dos 50 metros livre S13.

## Biografia
Perdeu parte da visão por causa de uma toxoplasmose congênita. Começou a praticar natação na infância e já participava de competições com 15 anos. Aos 24, passou a integrar o movimento paralímpico.

Conquistou ouro e duas pratas no Parapan de Toronto em 2015 e uma prata no Mundial de Glasgow em 2015.